# (6353) Semper
(6353) Semper est un astéroïde de la ceinture principale.

## Description
(6353) Semper est un astéroïde de la ceinture principale. Il fut découvert le 16 octobre 1977 à l'observatoire Palomar par Cornelis Johannes van Houten, Ingrid van Houten-Groeneveld et Tom Gehrels. Il fut nommé en honneur de Gottfried Semper. Il présente une orbite caractérisée par un demi-grand axe de 3,10 UA, une excentricité de 0,15 et une inclinaison de 2,5° par rapport à l'écliptique.

## Compléments